# 鴯鶓灣
鸸鹋湾（Emu Bay），1882年至1941年间称马克斯韦尔（Maxwell），是南澳大利亚州袋鼠岛北面的一个海湾及居名点。当地人口不足百人，有一个建于1918年的小码头，便于大陆与袋鼠岛的货物交通。
因当地有许多比较重要的考古学和地理学发现，袋鼠岛上鸸鹋湾到马斯登点（Point Marsden）的海岸线被南澳大利亚州列为自然遗产。